# Oophaga granulifera
Oophaga granulifera là một loài ếch thuộc họ Dendrobatidae, có ở Costa Rica và Panama. Môi trường sống tự nhiên của chúng là các khu rừng đất thấp cận nhiệt đới hoặc nhiệt đới, tuy nhiên chúng hiện đang bị đe dọa vì mất môi trường sống. Đã từng được gọi là Dendrobates granuliferus, nay nó mang tên Oophaga granulifera.

## Hình ảnh

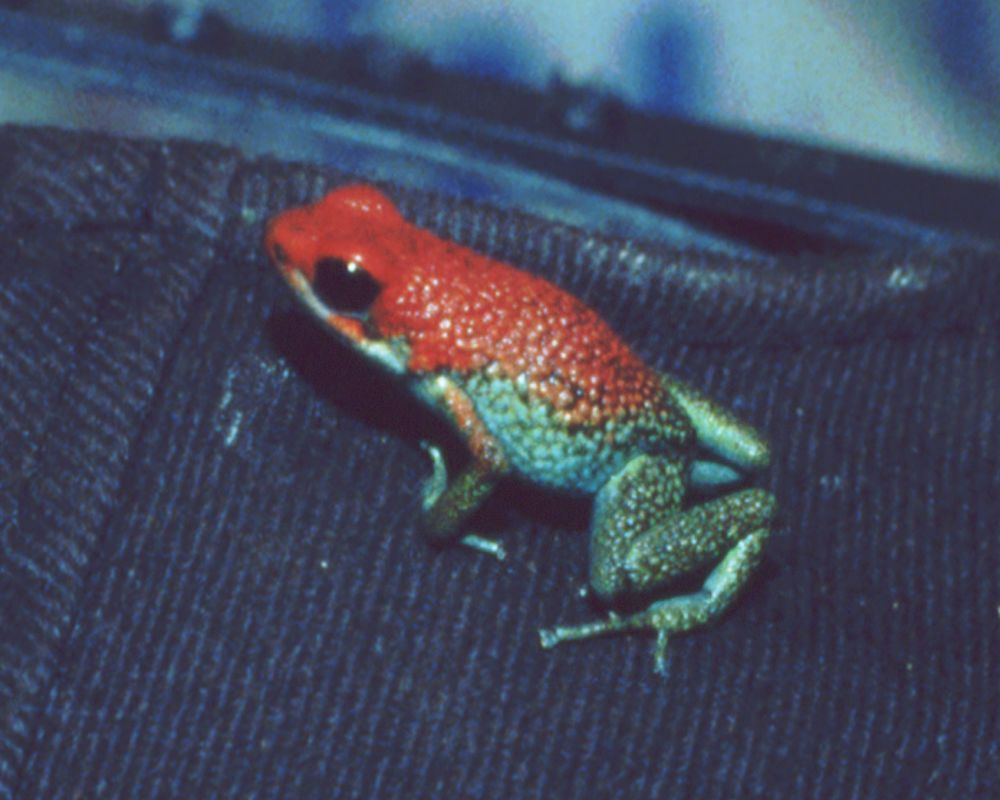